# Dorsalgia

Regiões da coluna vertebral.

Dor nas costas (ou "Dorsalgia") é a dor sentida nas costas. Pode provir dos músculos, nervos, ossos, articulações ou outras estruturas ligadas à coluna vertebral. A dor pode ser constante ou intermitente, localizada ou difusa. Pode ter características em picada ou ardor. A dor cervical pode deslocar-se pelo braço e mão e parte superior das costas. Na parte inferior pode deslocar-se pela perna e pé e incluir fraqueza e dormência.
A dor nas costas é uma das queixas mais frequentes. Estima-se que entre 65% e 80% da população mundial desenvolvam a enfermidade em alguma fase das suas vidas; todavia, a dorsalgia não costuma ser incapacitante, e mais da metade dos que padecem dela costumam recuperar-se em até uma semana . Crises agudas de dorsalgia ou uma das suas variantes, a lombalgia (que afecta a parte inferior das costas), são uma das principais causas de afastamento ao trabalho, algo que pode estar ligado a questões de postura.
A espinha dorsal é uma complexa rede que liga nervos, articulações, músculos, tendões e ligamentos, e todos são capazes de produzir dor. Grandes nervos que se originam da espinha e vão até as pernas e braços podem espalhar dor para as extremidades. Todavia, algumas vezes a dor nas costas pode ser experimentada mesmo quando nenhum problema anatômico subjacente é aparente.

## Situações de risco
Embora seja raro, a dor nas costas pode ser o sintoma de um problema médico mais grave:
- Sinais de alerta típicos dum problema potencialmente ameaçador são incontinência intestinal ou incontinência urinária, ou fraqueza progressiva das pernas. Pacientes com estes sintomas devem procurar ajuda médica imediatamente.

- Uma dor nas costas muito forte (suficiente para interromper o sono, por exemplo) e que ocorra com outros sintomas de enfermidade grave (tais como febre e perda de peso) podem também indicar um grave estado médico subjacente, tal como câncer.

- A dor nas costas que ocorre após um trauma, como um acidente de carro ou queda, deve também ser prontamente avaliada por um profissional médico para verificar uma possível fratura ou outra lesão.

- A dor nas costas em indivíduos com condições médicas de alto risco de fracturas, tais como osteoporose e mieloma múltiplo

Em geral, todavia, a dor nas costas não é um sinal de um estado médico grave. Na grande maioria dos casos de dor nas costas, estas são benignas, auto-limitadas e não-progressivas. A maioria dos síndromes de dor nas costas devem-se a inflamações, especialmente na fase aguda, e duram tipicamente entre duas semanas e três meses.

## Causas subjacentes
Lesões por esforço são de longe a causa mais comum de lombalgia, e a dor provocada por tais traumas geralmente retrocede em duas ou seis semanas.
Quando a lombalgia dura mais do que três meses, ou acomentendo mais as pernas do que as costas, um diagnóstico mais específico deverá ser feito. Existem várias causas comuns de lombalgia e dores nas pernas: para adultos abaixo de 50 anos, estas incluem hérnia de disco e moléstia degenerativa de disco; em adultos com mais de 50 anos, causas comuns também incluem osteoartrite e estenose espinhal. Todavia, alguns pesquisadores acreditam que 90% destas dores nas costas decorrem de uma síndrome de tensão nervosa e que são causadas por estresse emocional.

### Causas evolutivas
Estudo de bioarqueologistas sugeriu que a causa dor nas costas pode ser a evolução e a forma da coluna vertebral. O estudo mostra a associação entre a forma vertebral e a dor nas costas à história evolutiva de nossa linhagem. Em estudos anteriores, os cientistas haviam demonstrado que seres humanos com hérnias de disco intervertebrais têm vértebras mais semelhantes às dos chimpanzés modernos e aos de nossos ancestrais fósseis do que seres humanos com espinhas saudáveis.

## Tratamento
Os principais objetivos no tratamento da dor nas costas são:
- Alcançar a máxima redução na intensidade da dor tão rapidamente quanto possível;
- Restabelecer o paciente às suas actividades normais;
- Auxiliá-lo a lidar com a dor residual;
- Ajudá-lo com os efeitos colaterais da terapia;
- Facilitar a passagem do paciente através dos impedimentos legais e sócio-econômicos à sua recuperação.

Nem todos os tratamentos funcionam em todas as condições ou para todos os indivíduos na mesma situação, e muitos descobrem que precisam tentar várias opções de tratamento para determinar o que funciona melhor para eles. Somente uma minoria (estimados entre 1% e 10%) dos casos necessita de cirurgia.
Geralmente, acredita-se que alguma forma consistente de alongamento e exercício seja um componente essencial da maioria dos programas de tratamento das costas. Repouso total é raramente recomendado, e quando necessário, é geralmente limitado a um ou dois dias. Em acréscimo, a maioria das pessoas irá se beneficiar em não empregar quaisquer factores ergonômicos ou de postura que possam contribuir para a dor nas costas, tais como técnicas impróprias de levantamento de pesos, má postura ou apoio deficiente em camas, cadeiras de escritório etc.
Também se consegue algum alívio através da aplicação de uma botija de água quente, ou os chamados adesivos (emplastros) de forma a criar calor na zona afetada. Massajar a área que está sendo afetada pela dor é outra das formas de amenizar a dor de costas. 

### Recomendações
Boa parte dos problemas de dor nas costas podem ser resolvidos por atitudes simples, como dormir em colchão duro ou sentar-se preferencialmente em cadeiras de encosto reto. Pesos só devem ser erguidos a partir de uma postura agachada, mantendo-se as costas retas. Da mesma forma, pessoas que passam longo tempo sentadas (como motoristas e trabalhadores administrativos), devem mudar de posição ou erguer-se de vez em quando para descontrair e exercitar os músculos.
Caminhar com as costas retas e mantendo o peito ligeiramente elevado, também contribui para uma melhoria da postura física e da própria aparência pessoal.

### Cirurgia
Existem vários tipos diferentes de cirurgia na coluna vertebral para tratar uma variedade de problemas nas costas. Algumas das formas mais comuns são:
- Substituição por disco artificial: forma de cirurgia utilizada há décadas na Europa, mas que só recentemente tem sido empregada para tratamento da lombalgia provocada por um disco vertebral danificado.
- Discectomia/microdiscectomia: utilizada geralmente para tratar a dor (especialmente aquela que se irradia pelos braços ou pernas) provocada por uma hérnia de disco.
- Quifoplastia/Vertebroplastia: procedimentos para tratar a dor oriunda de fracturas de compressão osteoporóticas ou outras.
- Estimulação da coluna vertebral: onde um dispositivo elétrico é utilizado para interromper os sinais de dor enviados para o cérebro.
- Fusão espinhal: geralmente utilizado no tratamento de dor crônica ou aguda causada por moléstia degenerativa de disco, espondilolistese ou deformidades provocadas por escoliose.

### Tratamentos não-cirúrgicos
Há uma vasta variedade de tratamentos não-cirúrgicos para dores nas costas, que incluem:
- Aplicação de uma bolsa térmica gelada sobre a área afetada, após determinadas actividades físicas ou após uma lesão;

- Aplicação de uma bolsa de água quente ou compressas quentes na região atingida, ou um banho de imersão com temperatura entre 39° e 40° C);
- Medicações tais como relaxantes musculares, drogas anti-inflamatórias não-esteróides, narcóticos, paracetamol ou uma aspirina de quatro em quatro horas para os casos mais comuns;
- Injeções de esteróides epidurais ou infiltrações intra-lesionais nas articulações.
- Terapêutica física e exercícios, incluindo alongamento e reforço dos músculos que apóiam a espinha, freqüentemente ensinados por um profissional de saúde, tal como um fisioterapeuta ou uma escola da coluna.